# أغنيس والش
أغنيس والش (بالإنجليزية: Agnes Walsh)‏ (1950)؛ مؤلِّفة، كاتِبة مسرحية، ممثلة وشاعرة كندية.